# Maria Caroline Charlotte von Ingenheim

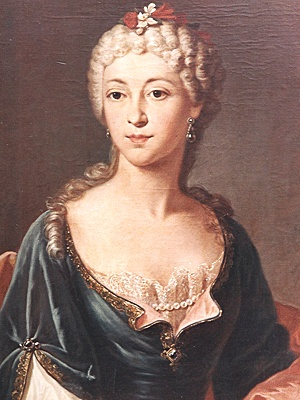
Maria Caroline Charlotte von Ingenheim

Maria Caroline Charlotte Sophie von Ingenheim (* 2. August  1704 in Wanfried; † 27. Mai 1749 in München) war eine Freiin und Favoritin des späteren Kurfürsten bzw. Kaisers Karl Albrecht von Bayern, mit dem zusammen sie zwei Kinder hatte, u. a. einen Sohn, der das Adelsgeschlecht der Grafen von Holnstein aus Bayern begründete. 

## Herkunft
Sie war die Tochter des Daniel von Ingenheim und dessen Gattin Maria Anna von Hessen-Wanfried. Der Vater stammte aus Metz, war als adeliger Hugenotte nach Deutschland geflohen, arbeitete als Stallmeister des paragierten Landgrafen Karl von Hessen-Wanfried und hatte die Tochter seines neuen Dienstherrn geheiratet. Er wurde zum Freiherrn erhoben und konvertierte bei der Eheschließung zur katholischen Religion seiner Gattin. Das Ehepaar lebte hauptsächlich in Erfurt.

## Leben
Maria Caroline Charlotte von Ingenheim ging 1719 als Hofdame nach München. Ihre Onkel von mütterlicher Seite waren Landgraf Christian von Hessen-Wanfried sowie die Fürsten Dominik Marquard zu Löwenstein-Wertheim-Rochefort und Franz II. Rákóczi. Auch ihr Bruder Karl Wilhelm von Ingenheim hielt sich bereits seit 1717 als Page am Münchner Hof auf. 
Sehr rasch wurde sie die Favoritin des Kurprinzen und späteren Kurfürsten bzw. Kaisers Karl Albrecht. Aus der Liaison ging 1720 eine Tochter hervor, die später den Namen Maria Josepha comtesse de Hochenfels de Bavière führte und 1736 den Feldherrn und Halbbruder ihres Vaters, Emmanuel-François-Joseph Comte de Bavière (1695–1747) heiratete. 1723 folgte als weiteres Kind der später zum Grafen erhobene Sohn Franz Ludwig von Holnstein (1723–1780), Ahnherr des gleichnamigen Adelsgeschlechtes. Für ihn errichtete der Kurprinz das spätere Palais Holnstein, heute Erzbischöfliches Palais München. Dessen Sohn, Graf Maximilian Joseph von Holnstein (1760–1838), Statthalter der Oberpfalz, ehelichte 1784 Karoline von Bretzenheim (1768–1786), eine uneheliche Tochter des Kurfürsten Karl Theodor von Pfalz und Bayern. 
1723 heiratete Maria Caroline Charlotte im Einvernehmen mit Karl Albrecht den kurfürstlichen Kammerherrn und späteren Oberstküchenmeister bzw. Feldmarschallleutnant Graf Hieronymus von Spreti. Mit ihm hatte sie in 26 Ehejahren 14 Kinder.
Maria Caroline Charlotte von Spreti geb. von Ingenheim starb 1749, ihr Gatte 1772. Beide wurden im Franziskanerkloster St. Antonius zu München beigesetzt. Dort steht heute das Nationaltheater München. Ihre Epitaphien kamen 1802, beim Abriss des Konvents, in die Filialkirche Mariä Geburt zu  Hebertshausen-Unterweilbach. In der Schlosskapelle von Unterweilbach befinden sich noch heute Stuckkartuschen mit dem Ingenheimer Wappen an den Wänden, die an die Mitbesitzerin Maria Caroline Charlotte von Spreti geb. von Ingenheim erinnern sollen.
Maria Theresia von Spreti (1746–1818), eine ihrer Töchter, war verheiratet mit dem Generalmajor Andreas Anton von Capris (1716–1776), dessen Epitaph sich an der Außenseite der Münchner Frauenkirche befindet, ebenso wie das beschädigte Epitaph von Maria Caroline Charlottes Bruder Karl Wilhelm von Ingenheim. 
Der Generalmajor Maximilian von Spreti (1766–1819) war ihr Enkel.